# Джоан Барклай
Мері Елізабет Грір, відома як Джоан Барклай (англ. Joan Barclay; 31 серпня 1914, Міннеаполіс — 22 листопада 2002, Палм-Дезерт) — американська кіноакторка, активна в 1930-1940-ті. Почавши кар'єру в епоху німого кіно, також знімалася в кліфгенгерах і у фільмах категорії B.

## Біографія

### Раннє життя і кар'єра
Народилася в Міннеаполісі, штат Міннесота. Її сім'я переїхала до Каліфорнії, коли вона була ще дитиною, бо матір не хотіла жити на півночі.
Перебравшись до Голлівуду, щоб почати акторську кар'єру у віці 13 років отримала першу роль «Джерейн Грін» у фільмі 1927 року Гаучо з Дугласом Фербексом і Лупі Велес у головних ролях. Це був єдиний німий фільм у кінокар'єрі акторки. У 1930 році вона знову з'явилася в ролі Джерейн Грін у фільмі «Король джазу». 
З 1932 по 1935 роки знялася в 13 фільмах.

### Фільми категорії В
У 1936 році її кар'єра пішла на зліт, коли вона почала зніматися в вестернах з такими акторами ковбойських фільмів, Том Таєр, Хут Гібсон і Том Кін. Її перша роль у вестернах була з Томом Таєром у фільмі В бій, за яким послідували «Усобиця на Заході» з Хутом Гібсоном, «Глорі Трейл» з Томом Кіном і Люди рівнин з Рексом Беллом. Всі вони були зняті в 1936 році. У той же час вона знімалась в інших фільмах категорії B, які не були вестернами, включаючи кримінальну драму 1936 року «Тюремні тіні» з Люсіль Ланд і Едвардом Дж. Ньюджентом в головних ролях, і пригодницькому фільмі «Фантомный патруль» з Кермітом Майнардом у головній ролі.
З 1936 по 1939 роки Барклай знялася в головних і другорядних ролях у 34 фільмах категорії B, більшість з яких — вестерни, телесеріали. У більшості з цих фільмів вона грала роль героїнь-антагоністок. У другій половині 1930-х вона знялася з такими акторами ковбойських фільмів, Слім Вітакер, Тім Маккой, Бен Корбетт, Текс Флетчер і знову з Едвардом Дж. Ньюджентом в пригодницькому фільмі Острів полонених.

### Пізні роки
До 1940 року Барклай знімалася в 6 фільмах на рік. З 1940 по 1945 роки з'явилася в 34 фільмах. Тим не менш, до 1943 року вона почала отримувати все більше ролей. У 1944 році знялася в шести фільмах; у чотирьох з яких була вказана в титрах. У 1945 році знялася в детективі з участю персонажа Чарлі Чена Шанхайська кобра. Це був її останній фільм.

## Особисте життя
Одружувалась тричі, в другому шлюбі з Лероєм Гіллманом народила двох дітей. В третьому шлюбі з Джорджем Салліваном залишалася до своєї смерті. Подружжя перебралося в Палм-Дезерт, де акторка померла 22 листопада 2002 року у віці 88 років.

## Вибрана фільмографія
- 1927 — Гаучо
- Усобиця на Заході (1936) Моллі Гендерсон
- Небесний рекет (1937)
- Навколо світу (1943) (в титрах не вказана)
- Новобранці в Бірмі (1943) Конні
- День дам (1943) Джоан Самуельс
- Бомбардувальник (1943)
- Сокіл в небезпеці (1943)
- Крок Лайвлі (1944)
- Музика в Манхеттені (1944) Дівчина в хорі
- Дика молодь (1944)
- Сокіл поза Заходом (1944) Місіс Ірвін
- Шанхайська кобра (1945) Пол Вебб